# Fedorivka (Guleanca, Ocna), Bârzula
Fedorivka (în ucraineană Федорівка) este un sat în comuna Ocna din raionul Bârzula, regiunea Odesa, Ucraina.

## Demografie
Componența lingvistică a localității Fedorivka
     Ucraineană (86,36%)
     Rusă (11,36%)
     Română (2,27%)
Conform recensământului din 2001, majoritatea populației localității Fedorivka era vorbitoare de ucraineană (86,36%), existând în minoritate și vorbitori de rusă (11,36%) și română (2,27%).